# NF (rapper)
Nathan John Feuerstein (Gladwin, Michigan, 30 maart 1991), bekend onder zijn artiestennaam NF (soms geschreven als ИF), is een Amerikaanse rapper. Hij heeft zes studioalbums uitgebracht: Mansion (2015), Therapy Session (2016), Perception (2017), The Search (2019), CLOUDS (2021) en HOPE (2023). De single "Let You Down" van zijn album Perception maakte hem wereldwijd bekend.

## Biografie
Feuerstein is geboren in Gladwin, Michigan in de VS op 30 maart 1991. Feuerstein had geen gemakkelijke jeugd, mede door de scheiding van zijn ouders. Hij werd opgevoed door zijn moeder, totdat zijn vader hem daar weghaalde omdat zijn stiefvader hem mishandelde. Zijn moeder overleed in 2009 aan een overdosis, waarna hij het nummer "How Could You Leave Us" aan haar heeft gewijd. Feuerstein maakte zijn middelbare studies af aan de Gladwin High School in 2009, waar hij ook lid was van het basketbalteam. NF begon zijn carrière op het "Fine Arts Festival" in Canton, georganiseerd door Connection Church.
Begin september 2018 trouwde hij met Bridgette Doremus.

## Carrière
Volgens Feuerstein was rap tijdens zijn jeugd een ontsnappingsmechanisme. Hij nam nummers op met een karaokemachine, door de instrumenten met de ene microfoon op te nemen, en de liedteksten met de andere. Op 29 november 2010 bracht hij onafhankelijk zijn debuutalbum uit, getiteld Moments, onder zijn echte naam.
Feuerstein tekende in 2014 bij de platenmaatschappij Capitol Christian Music Group, voor het uitbrengen van zijn EP, getiteld NF. Z'n slogan is "Real music till the day we die"

## Prijzen en nominaties
| Jaar | Organisatie              | Genomineerd         | Prijs                                 | Resultaat   | Ref.  |
| ---- | ------------------------ | ------------------- | ------------------------------------- | ----------- | ----- |
| 2016 | GMA Dove Awards          | "I Just Wanna Know" | Rap/Hip Hop Recorded Song of the Year | Genomineerd | [ 6 ] |
| 2016 | GMA Dove Awards          | Therapy Session     | Rap/Hip Hop Album of the Year         | Gewonnen    | [ 7 ] |
| 2017 | GMA Dove Awards          | "Oh Lord"           | Rap/Hip Hop Recorded Song of the Year | Gewonnen    | [ 8 ] |
| 2019 | iHeartRadio Music Awards | Hijzelf             | Best New Pop Artist                   | Genomineerd | [ 9 ] |

## Discografie

### Albums
- Mansion (2015)
- Therapy Session (2016)
- Perception (2017)
- The Search (2019)
- CLOUDS (2021)
- HOPE (2023)

| Album met eventuele hitnotering(en) in de Nederlandse Album Top 100 | Datum van verschijnen | Datum van binnenkomst | Hoogste positie | Aantal weken | Opmerkingen |
| ------------------------------------------------------------------- | --------------------- | --------------------- | --------------- | ------------ | ----------- |
| Perception                                                          | 06-10-2017            | 14-10-2017            | 57              | 32           |             |
| The Search                                                          | 26-07-2019            | 03-08-2019            | 6               | 15           |             |

| Album met hitnotering(en) in de Vlaamse Ultratop 200 albums | Datum van verschijnen | Datum van binnenkomst | Hoogste positie | Aantal weken | Opmerkingen |
| ----------------------------------------------------------- | --------------------- | --------------------- | --------------- | ------------ | ----------- |
| Perception                                                  | 2017                  | 14-10-2017            | 108             | 56           |             |
| The Search                                                  | 26-07-2019            | 03-08-2019            | 10              | 15           |             |

### Singles
| Single met eventuele hitnotering(en) in de Nederlandse Top 40 | Datum van verschijnen | Datum van binnenkomst | Hoogste positie | Aantal weken | Opmerkingen                 |
| ------------------------------------------------------------- | --------------------- | --------------------- | --------------- | ------------ | --------------------------- |
| Let You Down                                                  | 14-09-2017            | 28-10-2017            | tip2            | -            | Nr. 18 in de Single Top 100 |

| Single met hitnotering(en) in de Vlaamse Ultratop 50 | Datum van verschijnen | Datum van binnenkomst | Hoogste positie | Aantal weken | Opmerkingen |
| ---------------------------------------------------- | --------------------- | --------------------- | --------------- | ------------ | ----------- |
| Let You Down                                         | 2017                  | 18-11-2017            | 15              | 16           |             |
| The Search                                           | 2019                  | 08-06-2019            | tip             | -            |             |
| When I Grow Up                                       | 2019                  | 06-07-2019            | tip             | -            |             |
| Time                                                 | 2019                  | 27-07-2019            | tip             | -            |             |

- Gemeinsame Normdatei: 117325143X
- International Standard Name Identifier: 0000 0004 6312 3358
- MusicBrainz: 5660a8c7-d0d9-4181-89b4-8e125328e31e
- Virtual International Authority File: 15154500146339091765